# Anthony Delaplace
Pour les articles homonymes, voir Delaplace.
Anthony Delaplace, né le 11 septembre 1989 à Valognes (Manche) est un coureur cycliste français, membre de l'équipe française Arkéa-B&B Hotels. Il est le frère ainé de Cédric Delaplace, champion de France amateur en 2013.

## Biographie

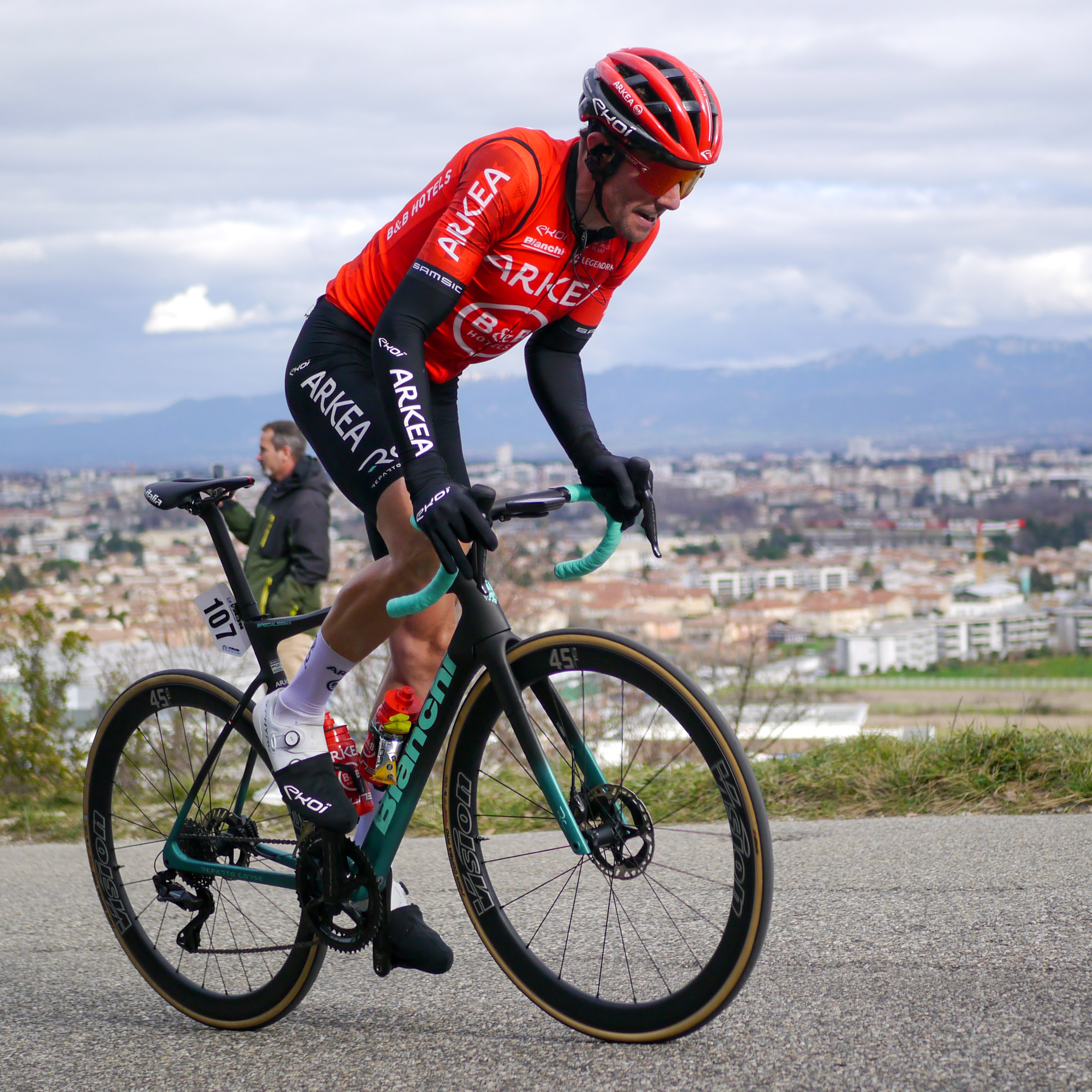
Anthony Delaplace lors de l'Ardèche Classic 2024.

Anthony Delaplace commence le cyclisme en première année minime, d'abord par le BMX. Il passe ensuite sur route six mois plus tard à l'AS Tourlaville. 
En 2007, il remporte le championnat de France sur route juniors. Il est alors membre de l'AS Tourlaville. Il est recruté pour 2008 par l'équipe Super Sport 35-ACNC de l'AC Noyal-Châtillon-sur-Seiche, dirigée par Stéphane Heulot. Il y court en catégorie espoirs et se classe troisième du championnat de France de cette catégorie en 2009.
À partir du mois d'août 2009, il intègre en tant que stagiaire l'équipe continentale Besson Chaussures-Sojasun, créée cette année-là par Stéphane Heulot. Il se classe 14e de Paris-Corrèze avec cette équipe. Il y devient coureur professionnel en 2010. Durant cette première saison, il se classe neuvième de Paris-Troyes, onzième de Paris-Camembert, douzième de la Route Adélie de Vitré, treizième du championnat de France sur route. Il est sélectionné en équipe de France espoirs à plusieurs reprises. Avec elle, il finit sixième du Grand Prix du Portugal et remporte une étape du Tour de l'Avenir.
En 2011, il fait partie de l'équipe Saur-Sojasun sélectionnée pour prendre le départ en Vendée de la 98e édition du Tour de France, dont il est le plus jeune participant. Échappé à plusieurs reprises (5e, 10e et 15e étapes), il termine ce premier grand tour à la 135e place. Une semaine après l'arrivée à Paris, il remporte la Polynormande. 
En février 2012, il est onzième et meilleur jeune de l'Étoile de Bessèges. Lors des Quatre Jours de Dunkerque, il assiste son coéquipier Jimmy Engoulvent, leader de l'épreuve depuis la veille, lors de l'étape du Mont Cassel et lui permet de limiter la perte du temps sur ses poursuivants pourtant plus à l'aise dans les étapes vallonnées. Le lendemain, Engoulvent remporte cette édition des Quatre jours de Dunkerque. Sélectionné pour le Tour de France, Delaplace chute lors de la 6e étape et abandonne au cours de l'étape suivante. Victime d'une fracture d'un radius et d'un scaphoïde, il reprend la compétition en octobre, lors du Chrono des Herbiers.
Au cours de l'année 2013 il participe au Tour de France pour la troisième fois et termine 89e du classement général de l'épreuve. Fin 2013 il signe un contrat avec l'équipe continentale professionnelle Bretagne-Séché Environnement.
En 2014 il est 78e du Tour de France et deuxième du Duo normand avec Arnaud Gérard.
La saison suivante il finit deuxième du Grand Prix de la Somme, troisième de la Classic Loire-Atlantique et porte le maillot de leader du Tour de Bretagne au premier semestre. Il participe une nouvelle fois au Tour de France et termine l'épreuve en 85e position. Une chute lors de la Coppa Agostoni en septembre lui entraîne une fracture du bassin, ce qui met fin à sa saison.
Lors du Tour de France 2016, il participe avec Alex Howes à l'échappée de la première étape, rattrapée peu avant l'arrivée à Utah Beach. Il figure dans la sélection française constituée pour le premier championnat d'Europe sur route professionnel disputé à Plumelec.
En août 2019, il termine huitième de la Polynormande.
En août 2020, il termine sixième du Tour du Limousin-Nouvelle-Aquitaine.
En juillet 2021, son contrat est prolongé jusqu'en fin d'année 2022.
Testé positif au SARS-CoV-2, Delaplace est non-partant lors de la huitième étape du Tour d'Espagne 2022. À la fin de la saison, Arkéa-Samsic annonce l'extension du contrat de Delaplace jusqu'en fin d'année 2024.

## Palmarès

### Coureur amateur
- Amateur
  - 2004-2007 : 32 victoires
- 2007
  -  Champion de France sur route juniors
  - Au Tour des Juniors
  - Trio normand juniors (avec Fabien Taillefer et Dimitri Le Boulch)
  - 2e du Duo normand juniors (avec Fabien Taillefer)
  - 3e du Grand Prix Fernand-Durel
  - 3e du Prix de la Saint-Laurent Juniors
- 2008
  - 2e du Circuit des Matignon
  - 3e du Tour du Béarn
- 2009
  - 3e du Loire-Atlantique Espoirs
  - 3e du championnat de France sur route espoirs

### Coureur professionnel
| - 2010 - 2e étape du Tour de l'Avenir - 2011 - Polynormande - 2e de la Roue tourangelle - 2e des Boucles de l'Aulne - 2012 - 2e de Paris-Troyes - 2014 - 2e du Duo normand (avec Arnaud Gérard) - 2015 - 2e du Grand Prix de la Somme - 3e de la Classic Loire-Atlantique - 2016 - 2e de Paris-Camembert - 2e des Boucles de la Mayenne - 3e de la Tropicale Amissa Bongo | - 2017 - Tour de Normandie : - Classement général - 1re étape - Duo normand (avec Pierre-Luc Périchon) - 3e de la Roue tourangelle - 2021 - 2e du Trofeo Calvià - 2e du Tour de Bretagne - 2022 - Paris-Camembert |  |

## Résultats sur les grands tours

### Tour de France

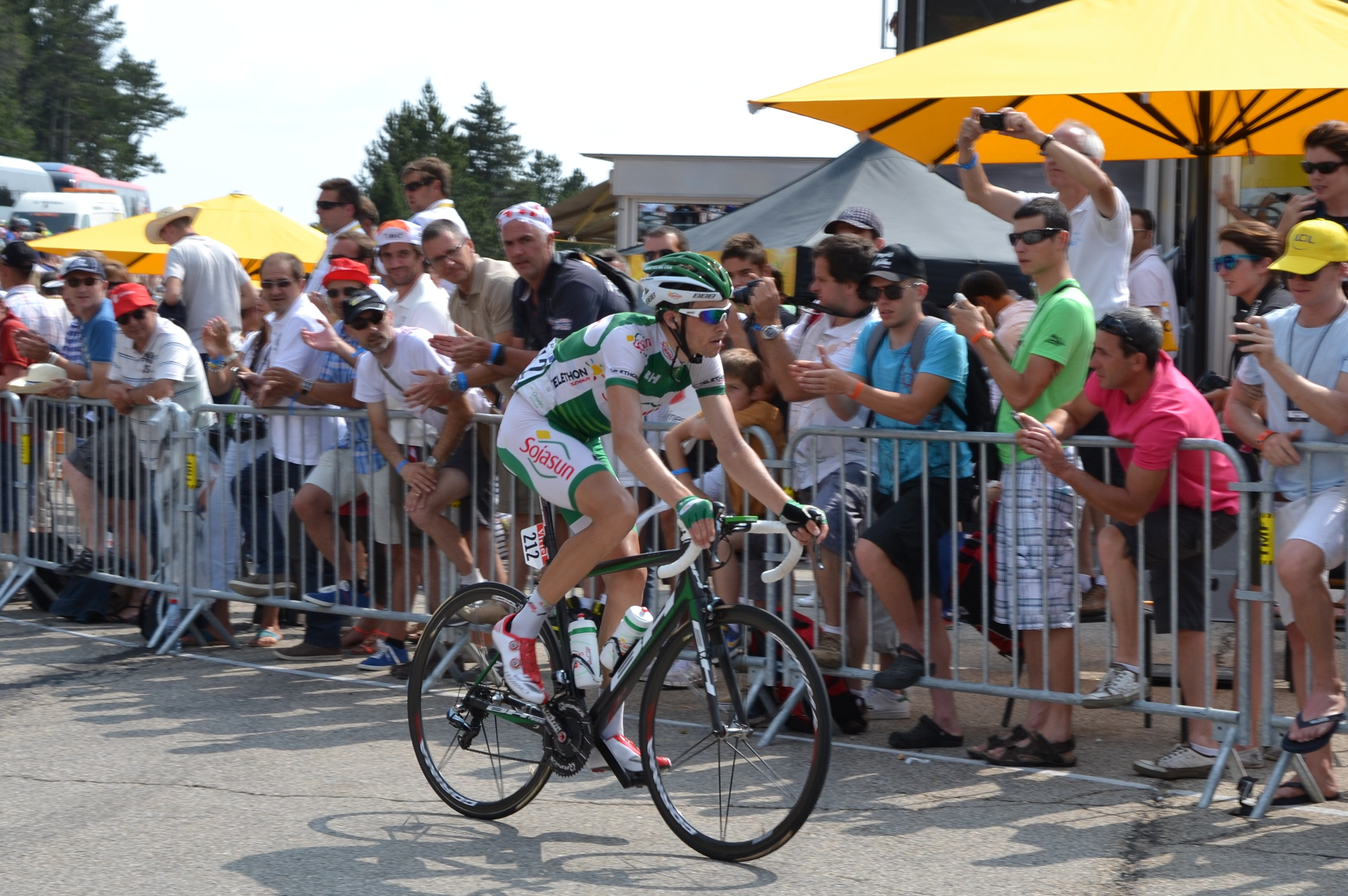
Anthony Delaplace au Chalet Reynard lors de la 15e étape du Tour de France 2013.

9 participations
- 2011 : 135e
- 2012 : abandon (7e étape)
- 2013 : 89e
- 2014 : 78e
- 2015 : 85e
- 2016 : 90e
- 2019 : 90e
- 2021 : hors délais (9e étape)
- 2023 : 68e

### Tour d'Espagne
1 participation
- 2022 : non-partant (8e étape)

## Classements mondiaux
| Année                                 | 2010 | 2011 | 2012 | 2013 | 2014 | 2015 | 2016 | 2017 | 2018 | 2019 | 2020 | 2021 | 2022 | 2023 | 2024 |
| ------------------------------------- | ---- | ---- | ---- | ---- | ---- | ---- | ---- | ---- | ---- | ---- | ---- | ---- | ---- | ---- | ---- |
| Classement mondial                    |      |      |      |      |      |      | 184e | 216e | 444e | 408e | 378e | 235e | 283e | 814e | 905e |
| UCI Europe Tour                       | 447e | 47e  | 236e | 479e | 198e | 87e  | 111e | 100e | 248e | 325e | 310e | 201e | 227e | nc   | nc   |
| UCI Africa Tour                       | nc   | nc   | nc   | nc   | nc   | 168e | 35e  | nc   | nc   |      |      |      |      |      |      |
|                                       |      |      |      |      |      |      |      |      |      |      |      |      |      |      |      |
| Légende : nc = non classéSource : UCI |      |      |      |      |      |      |      |      |      |      |      |      |      |      |      |